# Nova Roma do Sul
Nova Roma do Sul là một đô thị thuộc bang Rio Grande do Sul, Brasil. Đô thị này có diện tích 149,1 km², dân số năm 2007 là 3086 người, mật độ 20,7 người/km².